# Отойо
О́тойо (яп. 大豊町, おおとよちょう, МФА: [oːtojo t͡ɕoː]?) — містечко в Японії, в повіті Наґаока префектури Коті.  Отримало статус містечка 1972 року. Площа становить 314,94 км². Станом на 1 липня 2012 року населення складало 4475  осіб, густота населення — 14,2 осіб/км².   

## Демографія
Згідно з даними перепису населення Японії, населення Отойо стрімко зменшується з 60-х років. Станом на 1 жовтня 2020 року населення складало 3252 осіб, з яких чоловіків — 1546 осіб, жінок — 1706 осіб. Густота населення — 10,32 осіб/км².